# آندریا دی پائولا
آندریا دی پائولا (انگلیسی: Andrea De Paola؛ زادهٔ ۲ اکتبر ۱۹۹۰) بازیکن فوتبال اهل ایتالیا است.
از باشگاه‌هایی که در آن بازی کرده‌است می‌توان به باشگاه فوتبال یوونتوس و باشگاه فوتبال کارپی اشاره کرد.
وی همچنین در تیم ملی فوتبال زیر ۲۰ سال ایتالیا بازی کرده‌است.